# Джизакский уезд
Джиза́кский уе́зд — административно-территориальная единица в составе Сырдарьинской и Самаркандской областей Российской империи с 1868 по 1924 год. Уездный центр — город Джизак.
Уезд был образован в 1868 году в составе Сырдарьинской области. В 1886 году был передан в Самаркандскую область.

## Административно-территориальное деление
Джизакский уезд состоял из следующих волостей:
1. Курган-тюбинская
2. Кызыл-кумская,
3. Ата-курганская,
4. Фистали-тауская,
5. Чардаринскаяй,
6. Синтабская
7. Фаришская
8. Богданская,
9. Кок-тюбинская,
10. Накрутская,
11. Саурюкская,
12. Хотча-мукурская,
13. Чашмаобская,
14. Узбекская,
15. Рабатская,
16. Зааминская
17. Ямская
18. Яны-курганская
19. Усмат-катартальская
20. Санзарская
21. Кара-ташская